# シドラ湾事件 (1981年)
シドラ湾事件（シドラわんじけん）は、1981年8月19日に、地中海南部でアメリカ海軍部隊がリビア空軍機と交戦した事件である。この事件において、アメリカ海軍はリビア軍機2機を撃墜した。

## 概要
リビアは1973年からシドラ湾（シルテ湾）は自国領海と主張し、ベンガジとミスラタを結んだ線を領海の境界とした。これに対し、アメリカ合衆国は、その主張は広すぎるために認められないとし、広すぎる部分については公海であり航行の自由が認められるとした。その上で、リビアに対する圧力・挑発もかねて、リビアの主張する境界線内も含む海域で空母機動部隊による艦隊演習を行った。
1981年8月、シドラ湾に面する地中海で空母「ニミッツ」と「フォレスタル」を中心とするアメリカ艦隊が演習を行っていた。このアメリカ軍の行動はリビア軍を刺激し、リビア軍機はアメリカ艦隊に接近し、アメリカ海軍機と絡み合うような機動を行うこともあった。
8月19日の朝にはVF-41所属の2機のF-14A戦闘機（コールサイン「FAST EAGLE102」機体No.160403 ヘンリー・クリーマン中佐〝ハンク″、デイブ・ベンレット大尉〝DJ″　「FAST EAGLE107」機体No.160390 ローレンス・マクジンスキー大尉〝ミュージック″、ジェームス・アンダーソン中尉〝エイモス″）が、空母ニミッツを発艦したS-3哨戒機の護衛を兼ねた戦闘空中哨戒（CAP）を行っていた。E-2C早期警戒機はトリポリ近郊の基地からリビアのSu-22が2機接近してくるのを探知した。空母の南約100kmでその情報を受け取ったF-14Aは、リビア軍機に接近した。2機のF-14AはS-3哨戒機を引き離すため、Su-22に対してドッグファイトを挑み、Su-22の約300m前方を横切ると直後にSu-22がAA-2空対空ミサイルをF-14Aに発射した。F-14Aは回避行動を取り、ミサイルが外れたことから二手に分かれたSu-22をそれぞれ追尾し、AIM-9空対空ミサイルで各1機を撃墜した 
Su-22撃墜後にF-14Aが空母に着艦すると、2機のMiG-25戦闘機が「ニミッツ」に接近したため、F-14Aがスクランブル発進してMiG-25の方向へ向かうと、MiG-25は反転して基地の方向へ戻る動きを示したのでF-14Aも引き返した。ところが、MiG-25は再び針路を空母へ向けたため、F-14Aも反転したがMiG-25が基地の方向へ引き返したため交戦はなかった。
アメリカ海軍の報告によれば、Su-22のパイロットは脱出したとのことである。リビア側はパイロットの捜索を行ったが、発見できなかった。